# Kernkraftwerk San Onofre
Das stillgelegte Kernkraftwerk San Onofre (englisch San Onofre Nuclear Generating Station, SONGS) liegt in Kalifornien am Pazifik, am San Onofre State Beach zehn Meilen südlich von San Clemente im Nordwesten des San Diego County und wird vom San Onofre State Park umschlossen. Das Kernkraftwerk besteht aus drei Blöcken, von denen die letzten beiden im Juni 2013 stillgelegt wurden. Der erste Reaktor ist bereits rückgebaut und damit der erste und einzige Reaktorblock in Kalifornien. Die Kernkraftwerke Vallecitos, Humboldt Bay und Rancho Seco, die wesentlich früher abgeschaltet worden sind, waren mit Stand 2014 noch nicht rückgebaut.
Betreiber ist die Southern California Edison (SCE); das Kernkraftwerk gehört Southern California Edison (SCE) (78,21 %), San Diego Gas & Electric (20 %) und der Stadt Riverside (1,79 %). Das Kraftwerk steht auf einem 34 Hektar großen Grundstück.

## Die Reaktoren
Der erste Reaktor war ein Druckwasserreaktor der ersten Generation; er wurde von Westinghouse gebaut. Die Nettoleistung betrug 436 MW, die Bruttoleistung 456 MW. Der Baubeginn war am 1. Mai 1964, der Reaktor wurde am 16. Juli 1967 erstmals mit dem Stromnetz synchronisiert und nahm am 1. Januar 1968 den kommerziellen Leistungsbetrieb auf. Am 30. November 1992 wurde er abgeschaltet.
Der zweite Reaktor, gebaut von Combustion Engineering, ist ebenfalls ein Druckwasserreaktor, allerdings mit einer Nettoleistung von 1070 MW und einer Bruttoleistung von 1127 MW. Der Baubeginn war am 1. März 1974, er wurde am 20. September 1982 erstmals mit dem Stromnetz synchronisiert und ging am 8. August 1983 in den kommerziellen Leistungsbetrieb.
Der dritte Reaktor ist baugleich mit dem zweiten. Der Baubeginn war ebenfalls am 1. März 1974, er wurde am 25. September 1983 mit dem Stromnetz synchronisiert und ging am 1. April 1984 in den kommerziellen Leistungsbetrieb.

## Geologisches Umfeld
Im Meer, in zehn Kilometern Entfernung von San Onofre, verlaufen drei geologische Bruchlinien, weiterhin in unter einem Kilometer Entfernung der Cristiano-Graben. Drei weitere sehr aktive Bruchlinien befinden sich in 35, 70 und 90 Kilometern Entfernung, eine davon ist der bekannte San-Andreas-Graben.
Die Lage des Standortes wird aufgrund der Erdbebengefährdung als eine der gefährlichsten der Welt bezeichnet. Es leben mehr als 7,4 Millionen Menschen in 80 km Umkreis, vor allem in den Großstädten Los Angeles und San Diego.
Laut Betreiberangaben sei das Kraftwerk für Beben bis zur Stärke 7,0 ausgelegt.

## Zwischenfälle
Am 1. Februar 2012 trat aus einem Rohr in einem Nebengebäude radioaktives Gas aus, woraufhin der an das Gebäude angrenzende Reaktor heruntergefahren wurde.

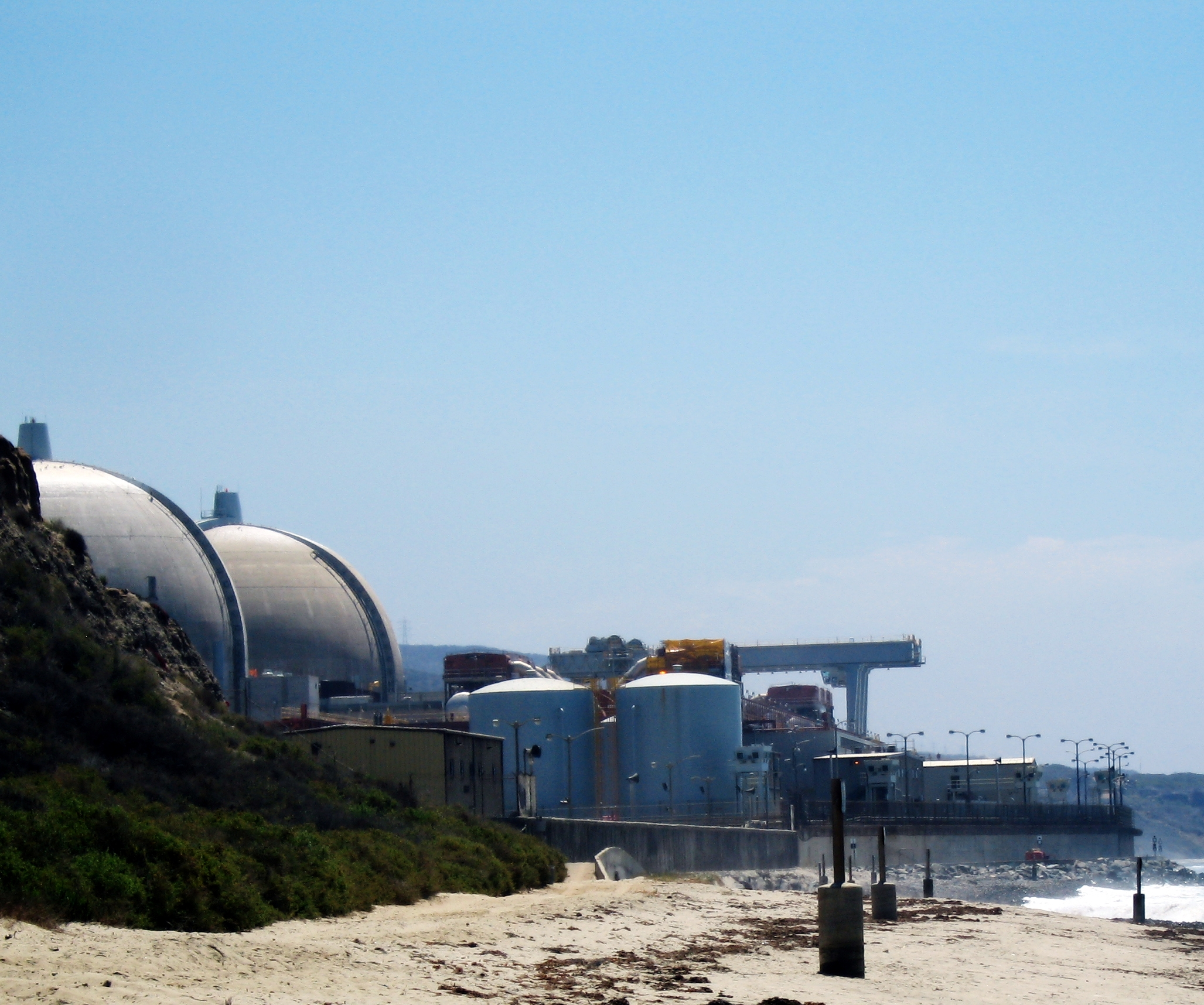
Kernkraftwerk San Onofre

## Stilllegung und Rückbau der Blöcke 2 und 3
Die Betreiberfirma SCE teilte am 7. Juni 2013 mit, das Kraftwerk aus wirtschaftlichen Gründen endgültig stillzulegen. Die Reaktoren waren aufgrund von Problemen bereits 2012 abgeschaltet worden. Bei beiden Reaktoren waren in den Dampferzeugern Heizrohre mit Leckagen gefunden worden. Die Ungewissheit, wann die festgestellten Schäden an dem Kraftwerk behoben werden können, hätten zu der Entscheidung geführt. Zudem wirkten sich die steigenden Kosten der stillstehenden Reaktoren sowie die große Konkurrenz durch Gaskraftwerke negativ auf die Wirtschaftlichkeit aus.
Die Kosten für den Rückbau der Anlage wurden vom Betreiber im August 2014 auf ca. 4,4 Mrd. Dollar beziffert. Er soll zwei Jahrzehnte dauern. Hochradioaktive Reaktorkomponenten sollen nach dem Rückbau in Stahlkanistern auf dem Kraftwerksgelände gelagert werden, weniger stark belastete Teile in Endlager in Texas und Utah verbracht werden. Im Juni 2013 war man noch von Kosten in Höhe von 3 Mrd. Dollar ausgegangen.

## Daten der Reaktorblöcke
Das Kernkraftwerk San Onofre hat drei Blöcke:
| Reaktorblock | Reaktortyp         | Netto- leistung | Brutto- leistung | Baubeginn  | Netzsyn- chronisation | Kommer- zieller Betrieb | Abschal- tung |
| ------------ | ------------------ | --------------- | ---------------- | ---------- | --------------------- | ----------------------- | ------------- |
| San Onofre-1 | Druckwasserreaktor | 436 MW          | 456 MW           | 01.05.1964 | 16.07.1967            | 01.01.1968              | 30.11.1992    |
| San Onofre-2 | Druckwasserreaktor | 1070 MW         | 1127 MW          | 01.03.1974 | 20.09.1982            | 08.08.1983              | 07.06.2013    |
| San Onofre-3 | Druckwasserreaktor | 1070 MW         | 1127 MW          | 01.03.1974 | 25.09.1983            | 01.04.1984              | 07.06.2013    |